# Céressou

Le Céressou, que l'IGN écrit Célessou, est une butte isolée d'origine volcanique situé dans le département de l'Hérault. Elle se trouve à l'est de Fontès, sur l'alignement volcanique qui va de l'Escandorgue aux buttes basaltiques des environs de Pézenas et à la montagne d'Agde.
Le Céressou s'élève à 207 m au-dessus de la vallée de la Boyne et fait figure localement de « montagne repère » ; il existe une appellation de Vin de pays des Côtes du Céressou portant sur 14 communes dont Paulhan, Aspiran et Clermont-l'Hérault et la cave coopérative d'Aspiran porte également son nom.